# تور أندريه
تور أندريه (بالسويدية: Tor Julius Efraim Andræ)‏ (1302 - 1366 هـ / 1885 - 1947 م) هو مستشرق سويدي ، سمي أستاذا للعلوم الدينية في جامعة ستوكهلم.
من آثاره «النصرانية : الدين الكامل ؟» و«أنا أؤمن بالله» و«محمد حياته وعقيدته».